# Роки-Харбор
Роки-Харбор (англ. Rocky Harbour) — небольшой город (town) на острове Ньюфаундленд (провинция Ньюфаундленд и Лабрадор, Канада).

## География
Роки-Харбор находится в западной части острова Ньюфаундленд, у южного основания Большого Северного полуострова, у северной оконечности залива Бонн, недалеко от его выхода в залив Святого Лаврентия. Город расположен у одноимённой бухты, которая ранее была также известна под названиями Смолл-Бей (Small Bay) или Литл-Харбор (Little Harbour). Площадь города составляет 12,08 км².
Роки-Харбор окружён национальным парком Грос-Морн, включающим в себя северную часть гор Лонг-Рейндж. Недалеко от Роки-Харбора находится гора Грос-Морн, по имени которой был назван парк.
Рядом с Роки-Харбором, у выхода залива Бонн в залив Святого Лаврентия, находится маяк Лобстер-Ков-Хед (Lobster Cove Head Lighthouse), который имеет статус национального исторического места Канады.

## История
В XVIII и XIX веках бухта Роки-Харбор использовалась как временное место для стоянки сначала французскими рыбаками, затем английскими. В начале XIX века (по крайней мере, с 1809 года) в Роки-Харборе стали появляться поселенцы, и население рыбацкой деревушки стало быстро расти. Летом основным занятием было рыболовство, а зимой — заготовка древесины.
В 1874 году население составляло 35 человек, в 1880-х годах оно выросло до 125 человек, а в 1921 году было уже 357 человек (Роки-Харбор вместе в Бэр-Ков). Работали небольшие предприятия по переработке омаров и лосося. Почтовое отделение было открыто в 1900 году.
В 1966 году Роки-Харбор получил статус небольшого города (town). Когда в 1973 году был основан национальный парк Грос-Морн, в Роки-Харбор переселились жители из мелких деревушек, оказавшихся на территории парка. Развитие туризма, связанное с созданием национального парка, способствовало открытию в Роки-Харборе новых гостиниц, ресторанов и магазинов.

## Население
Согласно переписи населения 2016 года, население Роки-Харбора составляло 947 человек, 47,4 % мужчин и 52,6 % женщин. Средний возраст жителей Роки-Харбора составлял 47,2 лет.
| 1986 | 1991 | 1996 | 2001 | 2006 | 2011 | 2016 |
| ---- | ---- | ---- | ---- | ---- | ---- | ---- |
| 1270 | 1138 | 1065 | 1002 | 978  | 979  | 947  |

## Фотогалерея

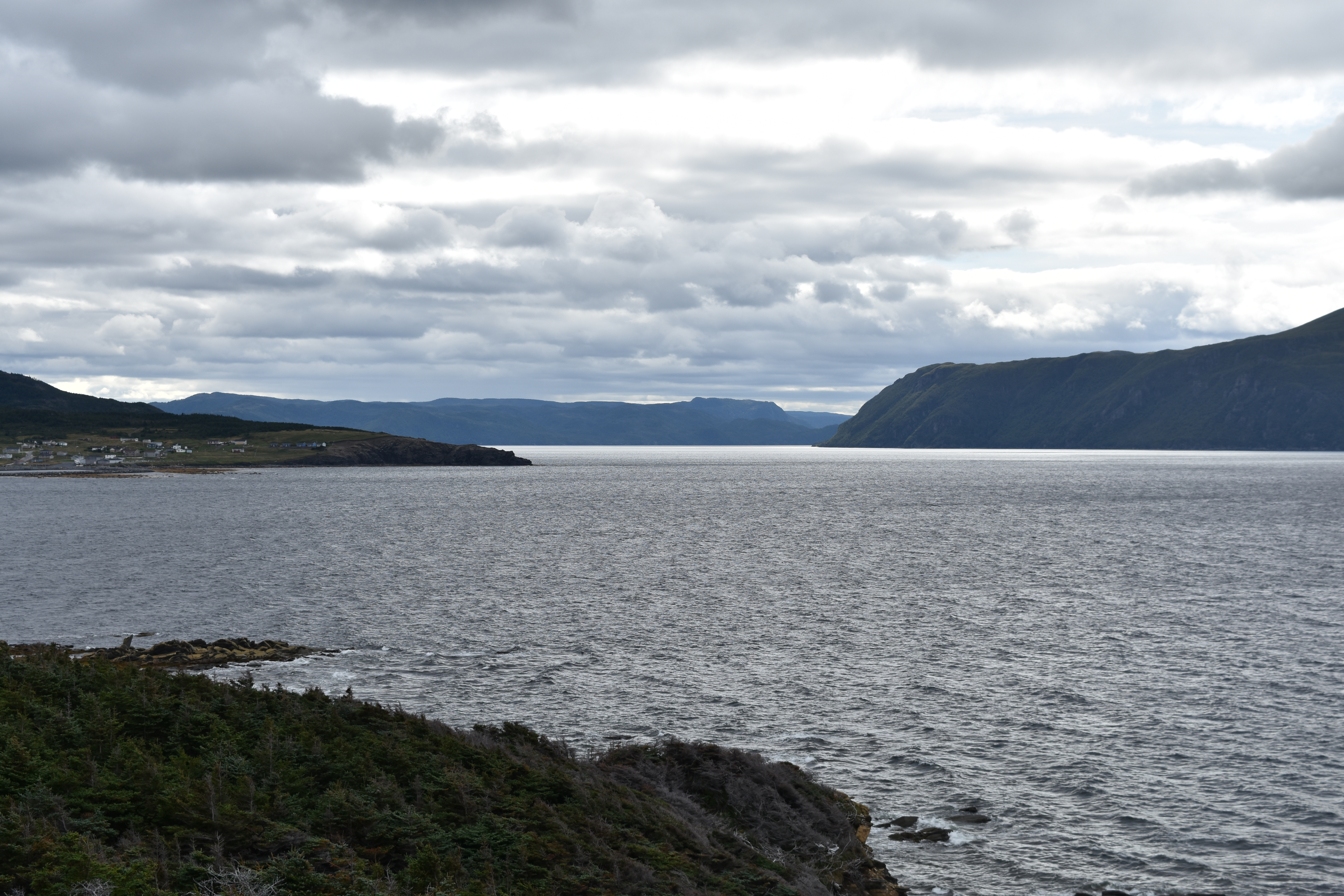
Залив Бонн и Роки-Харбор
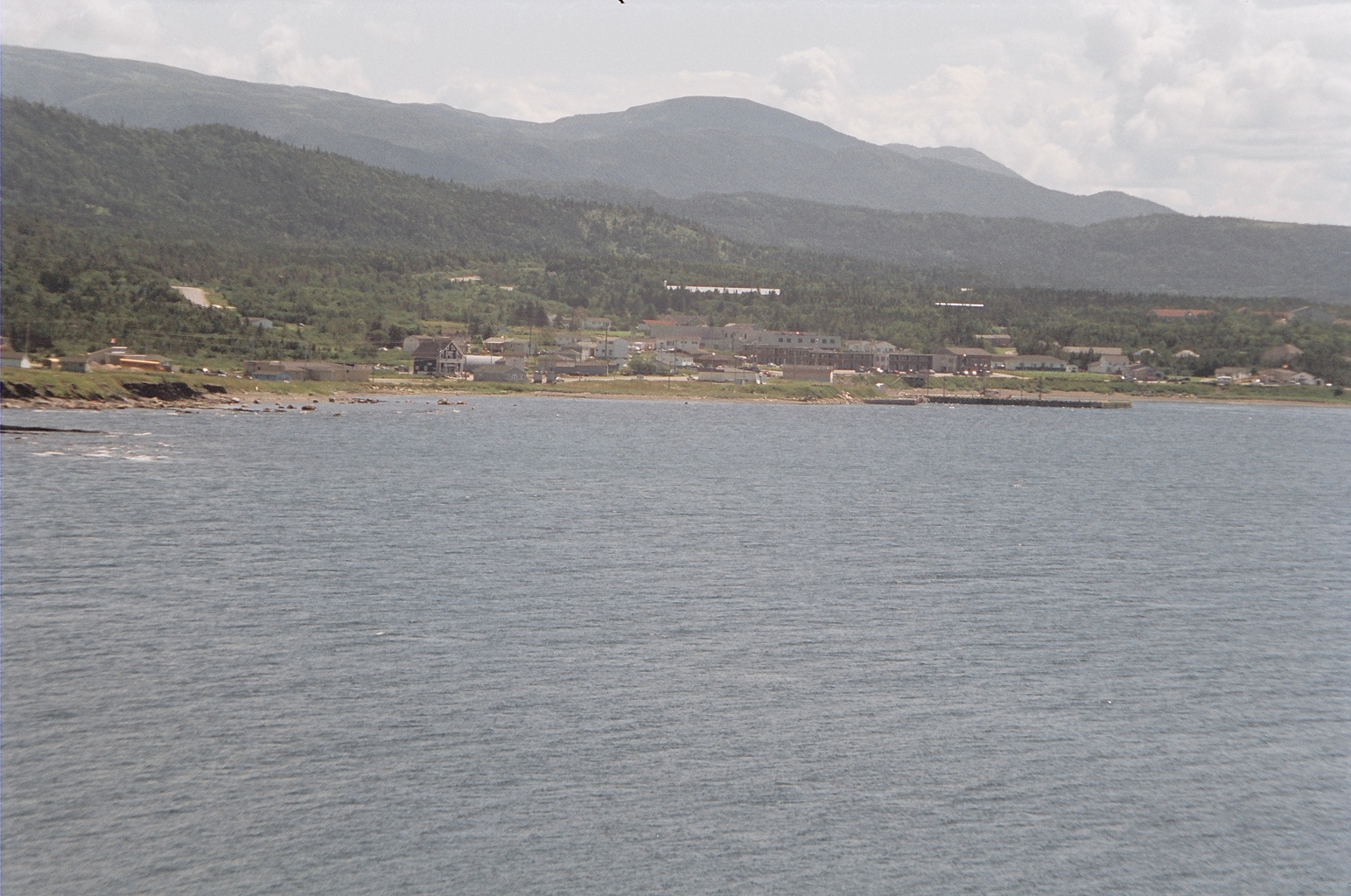
Вид на Роки-Харбор
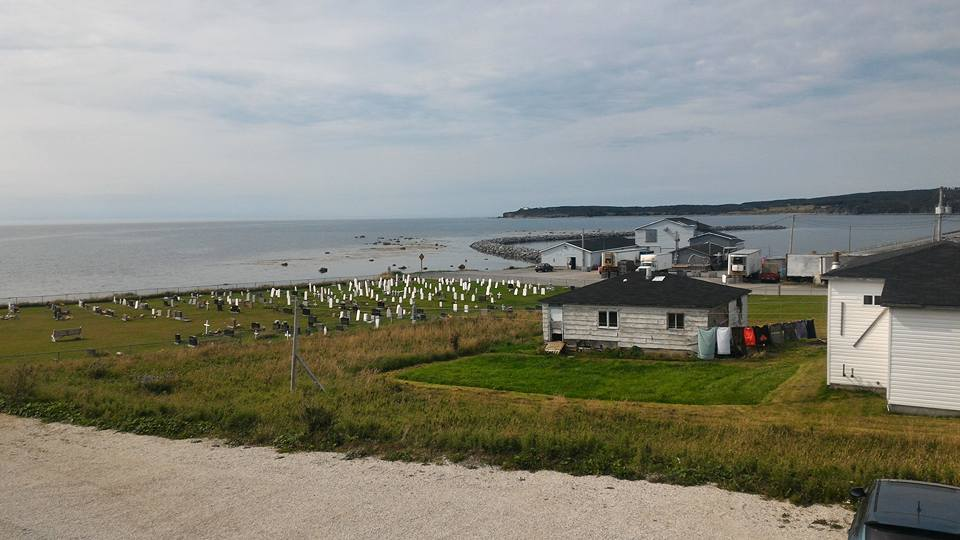
Дома и кладбище
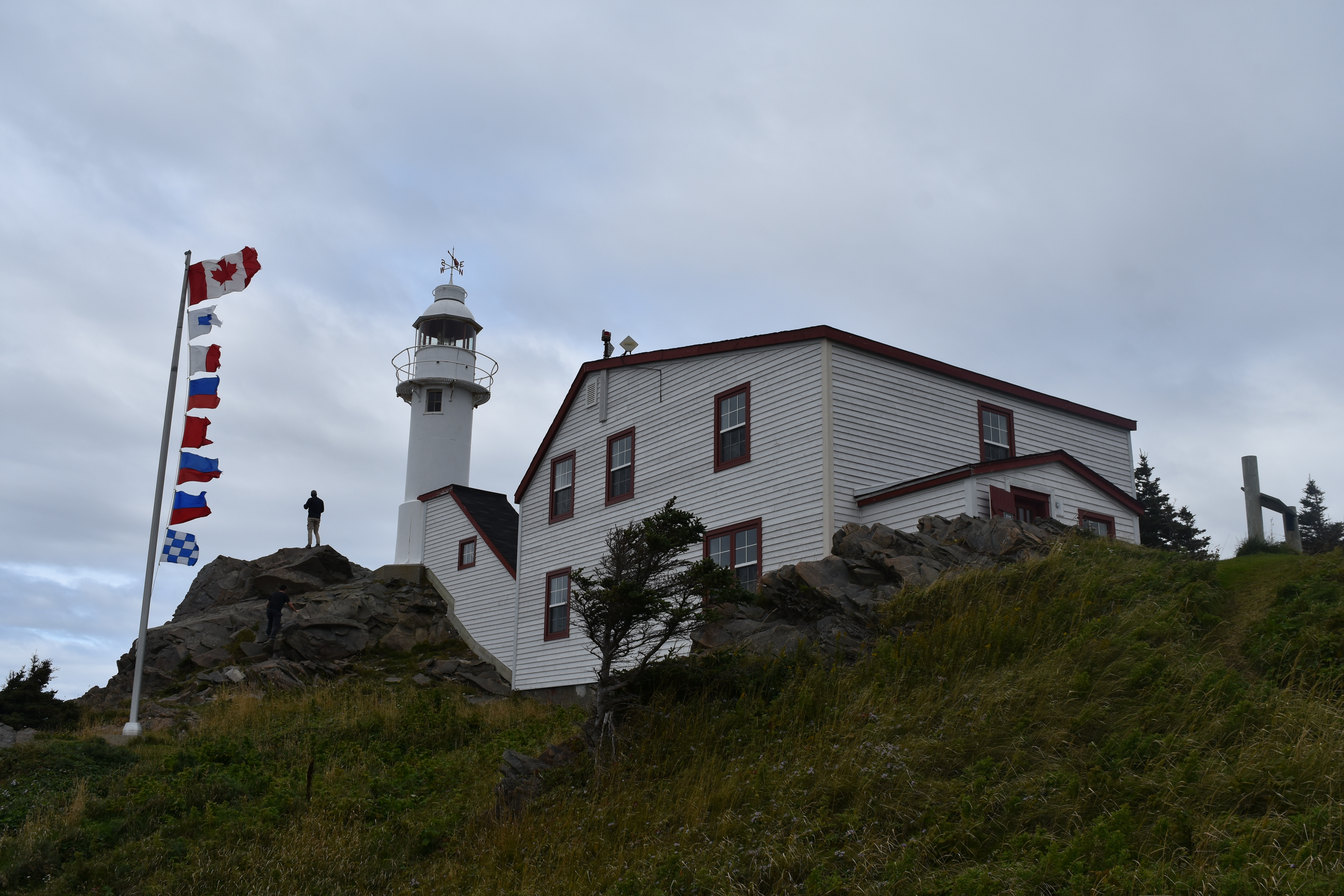
Маяк Лобстер-Ков-Хед